# 阿萨姆邦
阿萨姆邦（阿薩姆語： Ôxôm [ɔˈxɔm]，博多語： Asam，孟加拉語： Âshám [ɑːˈʃɑːm] listenⓘ），舊譯亞沙， 位于印度東北部，是國家文化和地理上最獨特的地區之一，也是阿薩姆紅茶的產地。阿薩姆邦以自然風光而聞名。景觀包括茶園，雅魯藏布江，古蹟和寺廟，斯瓦米·維韋卡南達曾經說：“僅次於克什米爾，阿薩姆是印度最美麗的地方。”

## 地理
阿萨姆邦西部同西孟加拉邦和孟加拉国相连，南部与梅加拉亚邦、特里普拉邦、米佐拉姆邦为界，北部接壤阿魯納恰爾邦和不丹，东部毗连那加兰邦、曼尼普尔邦。最大城市是古瓦哈提，首府第斯普尔城位于古瓦哈提的郊区。阿萨姆邦处于布拉马普特拉河的中部流域（上游在西藏，下游在孟加拉）。在冬天旱季，河水下降，无数沙洲岛屿展现出来，每年新的出现，旧的消失。在雨季（6月至9月）大部分都会被淹没在水里。
阿薩姆邦位於印度東北邊，位處南亞夏季季風北上的路線。降水主要屬於地形雨。在6月至9月的雨季時，來自印度洋的暖濕西南季風從恆河三角洲一路進入孟加拉的低地平原，在向北前行300－400千米後，受到卡西山的阻擋，被迫在2至5千米的範圍內上升至1370米的高度。氣流被迫抬升時發生濕絕熱降溫，使其中的水蒸氣凝結為水滴，在迎風坡形成降雨。阿薩姆邦的地形有三種型態：北部山區-北喜馬拉雅山，北部平原（布拉馬普特拉河平原）和德干高原。陡峭的河谷與激流出了山口後形成網狀河，並在阿魯納恰爾邦與阿薩姆邦地區形成沼澤。
全邦下分27縣。

## 历史
在阿萨姆语中，“阿萨姆”（অসম）是“掸族”的异写，是傣族的一个别称。有关阿萨姆邦最早的中文记载出现在玄奘《大唐西域记》，玄奘称之为“迦摩缕波”。这个名字是梵文 kāmarūpa的音译（原意为“色欲之都”），相当于现今阿萨姆邦西南部坎如普县（Kamrup）。玄奘接受了当地国王拘摩罗（kumāra）的邀请到迦摩缕波国讲法。这里也是性力派流行地区。
在阿薩姆地區海拔400~600公尺的地方，有石器時代人類居住的證據。當地的輝祖母綠石是他們製造石器的原料。

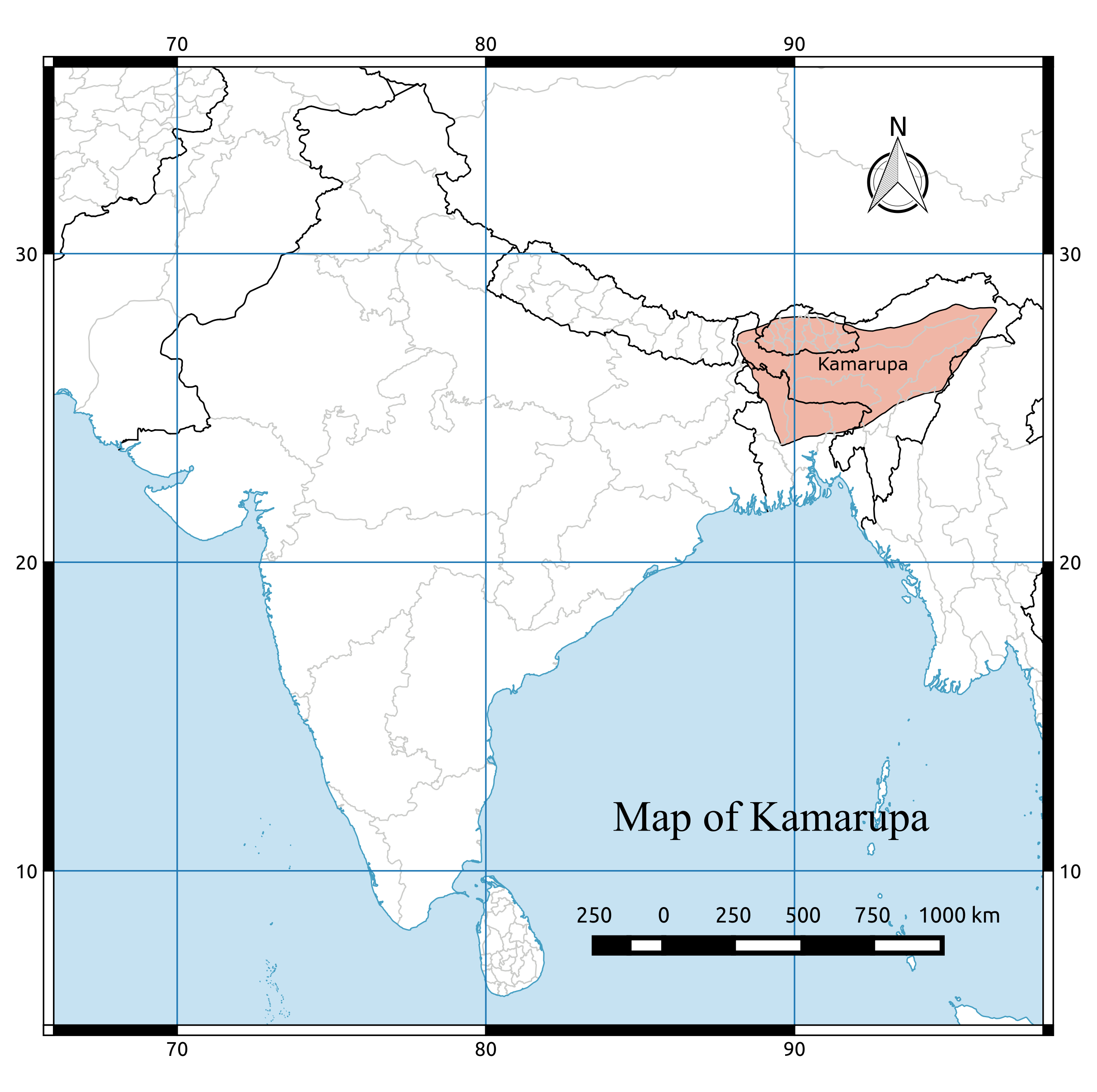
迦摩缕波的位置

公元前10世纪，克拉底人穿越外喜馬拉雅山口来到阿薩姆，逐渐在当地定居繁衍。4世纪左右建立東輝國，在中世纪时期名为迦摩缕波国，公元7世纪左右迦摩缕波国达到鼎盛，统治着喜马拉雅山脉南麓、雅魯藏布河谷至孟加拉的土地。迦摩缕波國消逝後該地便陷入分裂。
公元1228年，缅甸東北部、中国云南一带的傣族越过阿薩姆東部山脈，征服當地各部族结束長期戰亂，建立了阿含王國（Ahom），史称阿萨姆王国。他们的历史纪年《菩愣记》是记载阿萨姆历史的最早书记。如今，他们的语言已经消失了，只有少数专家能够解读这些古老文献。除了曼尼普尔邦印度东北部的其余各邦都曾经纳入阿豪姆王国的版图。
此后，傣族分支阿洪姆人在当地建立了强大的王朝统治，建都於阿薩姆-赛比萨加。阿含王國國力強盛，被统治德里的蒙兀兒王朝视为对他们的挑战。先后17次派兵征讨阿含王國，均无功而返。
公元1671年，蒙兀兒帝國大军在最后一次出征中和阿洪姆人的军队在萨莱伽特陷入了长期的拉锯战。阿洪姆人在拉其特·巴尔普坎将军的率领下取得了战斗的最终胜利。拉其特·巴尔普坎因此成就了其不朽的盛名，他在战斗中表现出来的英勇精神和很多轶事至今仍在当地民间传颂。这些传说故事如今已经成为阿萨姆历史和民间文化中不可分割的部分。 　
18世紀後期，毗湿奴派信徒毛摩利亚·摩汉塔人起义，以抗议在信奉性力派的王后普勒斯瓦丽教唆下出现的宗教纷争，导致一系列宫廷政变和纠纷。從此阿含王朝由鼎盛走向衰落。缅甸人趁机从东部边境侵入阿萨姆，屠杀了大量的傣族。
阿萨姆地区在第一次英缅战争中被英军占领。在1826年英缅签订的“杨达坡条约”之后阿萨姆及其周围地区归英属印度统治，英国派总督进行管理。从此，结束了傣族对阿萨姆地区长达600年的统治。之后，阿萨姆成为英属印度的一个行省。为了反抗殖民统治者，阿萨姆人不断反抗，但均以失败收場。

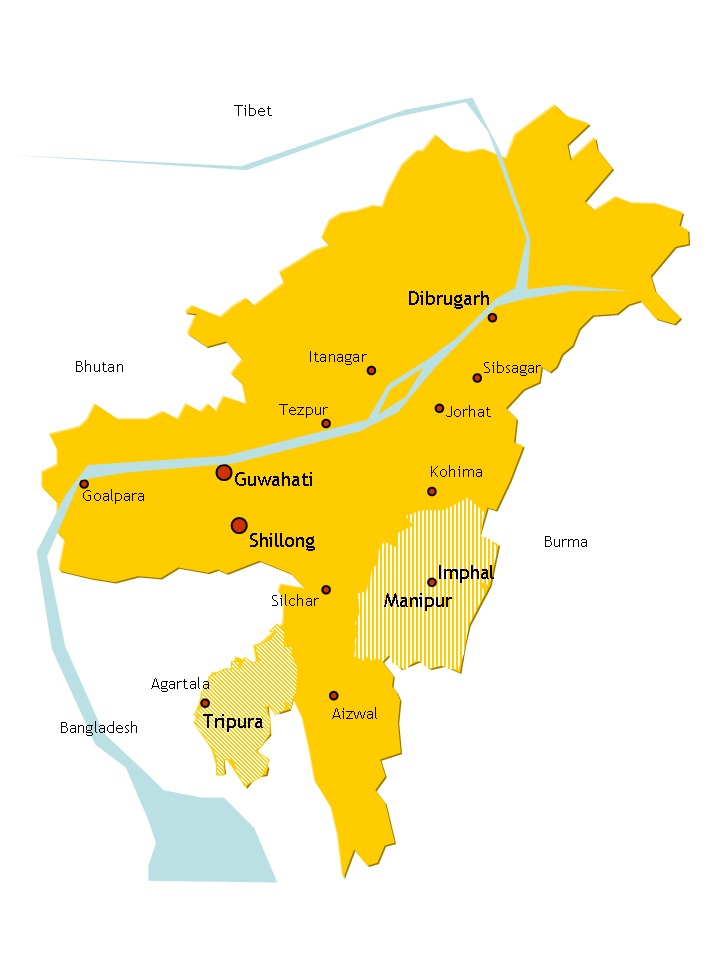
1950年代拆分前的阿萨姆邦

1947年印度宣告独立，阿萨姆成了印度一个邦，当局不断压制当地土著的发展，并不断将阿洪姆人边缘化。并且将阿萨姆邦拆分为五个邦。
由于各部族之间的通婚、在当地社会地位的下降等多种原因，大多数傣族阿洪姆人后裔已融合进其它民族中，只剩下不到60万的傣族，多信仰印度教，主要以从事农业生产为主。
阿萨姆地区与不丹和孟加拉国接壤，文化、居民及气候等均与中国云南及包括缅甸在内的东南亚诸国接近。因而该地区是印度推行旨在制衡“中国影响”的“印度东望政策”的重要起因（這地方也被認為是野生水稻出現的地方）。
故因民族问题，阿萨姆邦一直存在独立運動，反抗组织阿萨姆联合解放阵线，寻求独立建国，當地原住民波多人、孟加拉穆斯林屯墾者以及對立的部落之間一直存在的土地糾紛。
2014年阿薩姆當地的武裝叛軍發動一系列攻擊行動，造成至少69人喪生，其中有18名兒童。事件發生後，有村民前往警察單位要求討回公道，警方卻向村民們開槍，導致三位村民死亡。因為社會不安定，有關當局推斷至少有兩千人逃離家園。

## 人口
阿薩姆邦的官方語言為阿薩姆語與博多語，其中阿薩姆語更廣泛的被使用，阿薩姆語為屬於印歐語系印度-伊朗語族的印度-雅利安語支，接近孟加拉語。
| 母語     | 比例  |
| -------- | ----- |
| 阿薩姆語 | 48.8% |
| 孟加拉語 | 27.5% |
| 博多語   | 4.8%  |
| 印地語   | 5.88% |
| 尼泊爾語 | 2.12% |
| 達尼語   | 1.9%  |
| 卡爾比語 | 1.5%  |
| 其他     | 8.5%  |

### 宗教
| 阿薩姆宗教信仰 | 阿薩姆宗教信仰 | 阿薩姆宗教信仰 | 阿薩姆宗教信仰 | 阿薩姆宗教信仰 |
| -------------- | -------------- | -------------- | -------------- | -------------- |
| 宗教           | 宗教           |                | 比例 %         | 比例 %         |
| 印度教         | 印度教         |                | 64.9%          | 64.9%          |
| 伊斯蘭         | 伊斯蘭         |                | 30.9%          | 30.9%          |
| 基督教         | 基督教         |                | 3.7%           | 3.7%           |
| 其他宗教社團   | 其他宗教社團   |                | 0.5%           | 0.5%           |

約三分之二的阿薩姆人是印度教徒。伊斯蘭教是第二大宗教，約佔三分之一的人口。少部分人口信仰基督教。
根據2001年的阿薩姆邦人口普查：
- 印度教徒共有17296455名
- 穆斯林共有8240611名
- 基督徒共有986589名
- 錫克教徒共有22519名
- 佛教徒共有31029名
- 耆那教徒共有20957名

還有29999人屬於其他宗教社團，其他宗教社團包括萬物有靈論（卡姆迪，Phake，Aiton等社區） 。

## 經濟
阿薩姆邦的經濟基礎是農業和石油。阿薩姆邦茶出口產值超過印度茶葉總出口一半以上。阿薩姆邦約佔有四分之一的國家石油儲備，並佔印度石油出口約12％。根據統計，阿薩姆邦人均收入₹ 6,157（1993年至1994年）和目前₹ 10,198的人均收入，均比印度低近40％ According to the recent estimates, 。根據2014年的統計，人均收入在阿薩姆邦已經達到₹ 6756，但這仍然比印度全國人均收入要低得多。

### 農業

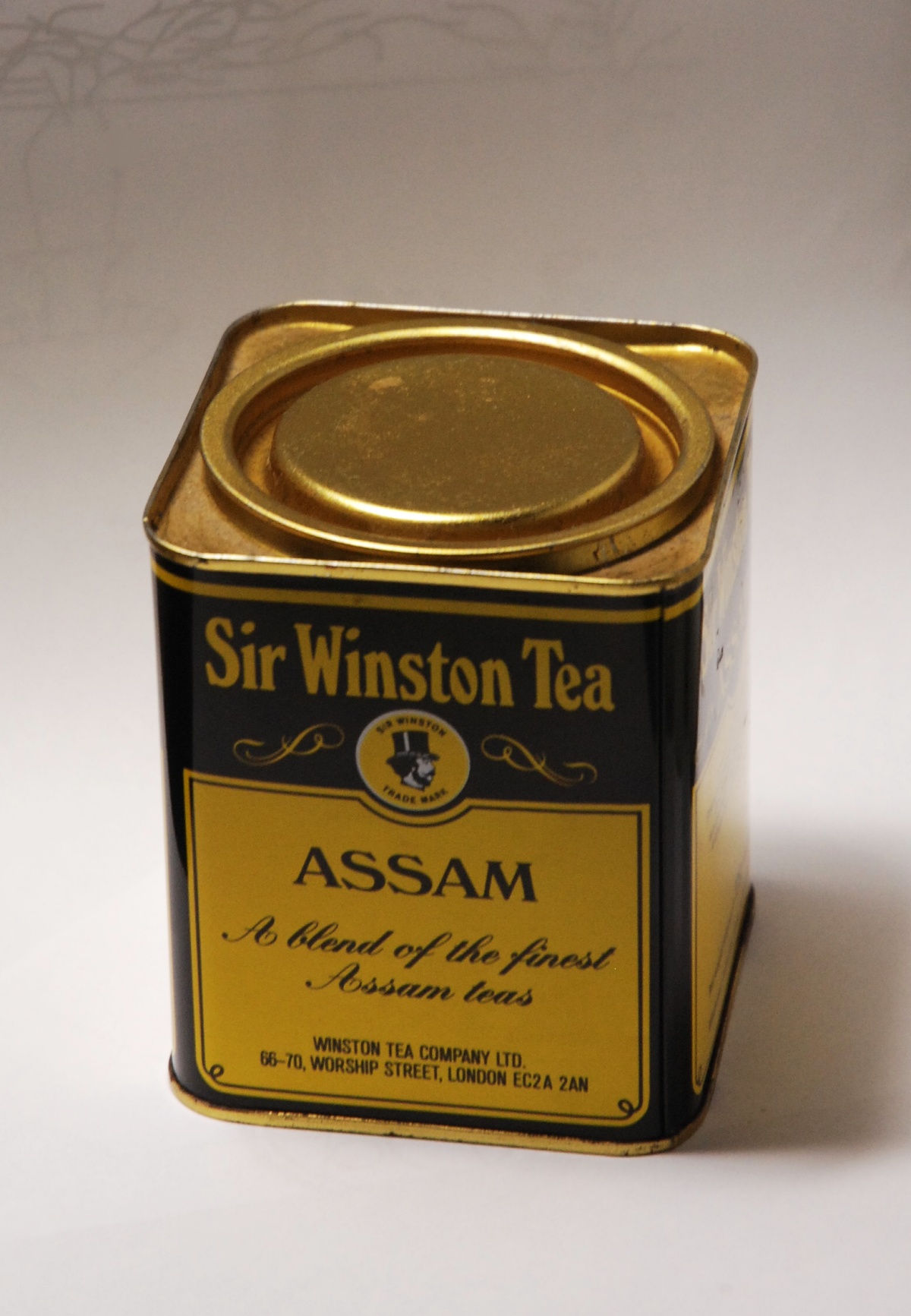
罐裝阿薩姆茶

阿薩姆邦的出口產值以農業為大宗，佔阿薩姆邦收入的三分之一以上，當地有69%勞動力從事農業。阿薩姆有自己的茶葉品種，通常經烘焙後以紅茶出口。此外該邦還生產水稻、油菜、芥菜籽、黃麻、馬鈴薯、紅薯、香蕉、木瓜、檳榔、甘蔗和薑黃。品種有柑桔類水果，葉菜類，蔬菜，牧草，藥草和香料。
阿薩姆農業並非美國式的機械化耕作，大部分仍以人力為主。然而以經濟作物為主的出口導向型農業帶給阿薩姆邦大量的財富，但這樣的結果造成該邦糧食自給率偏低。阿薩姆邦雖為水稻的主要產區之一，但單位面積產量仍比其他高產區來的低。
| - 阿薩姆 - 印度 - 埃及 - 美國 - 韓國 - 日本 - 中國 |  | - 1531kg/yield - 2000kg/yield - 9283kg/yield - 7279kg/yield - 6838kg/yield - 6635kg/yield - 6131kg/yield |

### 工業
經濟以農業為基礎，工業、觀光為輔。
阿薩姆生產的茶葉佔世界市場很高的比例。
天然資源包括，石油、天然氣、煤、橡膠、茶葉和金屬。其他行業包括造紙、化肥、水泥、焦炭、石灰、糖、工程、塑化、鋼鐵、印刷、化妝品、家禽和奶製品。阿薩姆邦的接近南亞區域合作聯盟國家，如孟加拉、尼泊爾和不丹，利於貿易。在南亞區域合作聯盟的前提下，印度政府確定了阿薩姆邦工業發展的重點方向：
| - 石油和天然氣 - 礦業 - 農業加工業 - 食品加工業 - 園藝產品 - 農業產品 - 草藥產品 - 生物技術產品 |  | - 製藥 - 化工與塑化 - 出口導向型加工業 - 電子IT、服務業 - 紡織和蠶養殖 - 工程 - 甘蔗和竹產業 - 其他 |

阿薩姆邦位處印度東北部的邊緣地區，多山多丘陵，交通不便但天然資源豐富。政府了解其中經濟價值後，大力推動鐵路、公路、航空...等基礎建設，意圖提升工業發展速度。位在高哈蒂的Lokpriya Gopinath Bordoloi 國際機場就是印度政府欲改善其經濟的其中一環，Lokpriya Gopinath Bordoloi 國際機場建成後雖國際航班不多，但它卻已是2012年印度最忙碌的機場之一。印度政府運用來自亞洲基礎設施投資銀行的資金，將古瓦哈提(Guwahati)與其西邊的城市迪布魯噶爾(Dibrugarh)整合成具有鐵路、航空、公路三方優勢的交通中樞，大大提升阿薩姆邦的運輸效率。

### 觀光產業

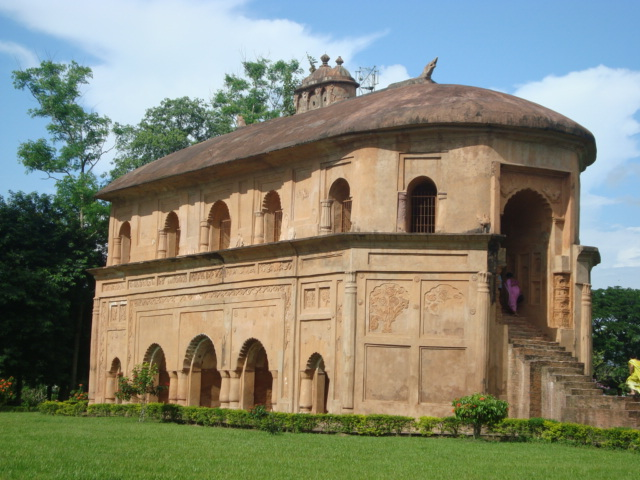
穰加爾

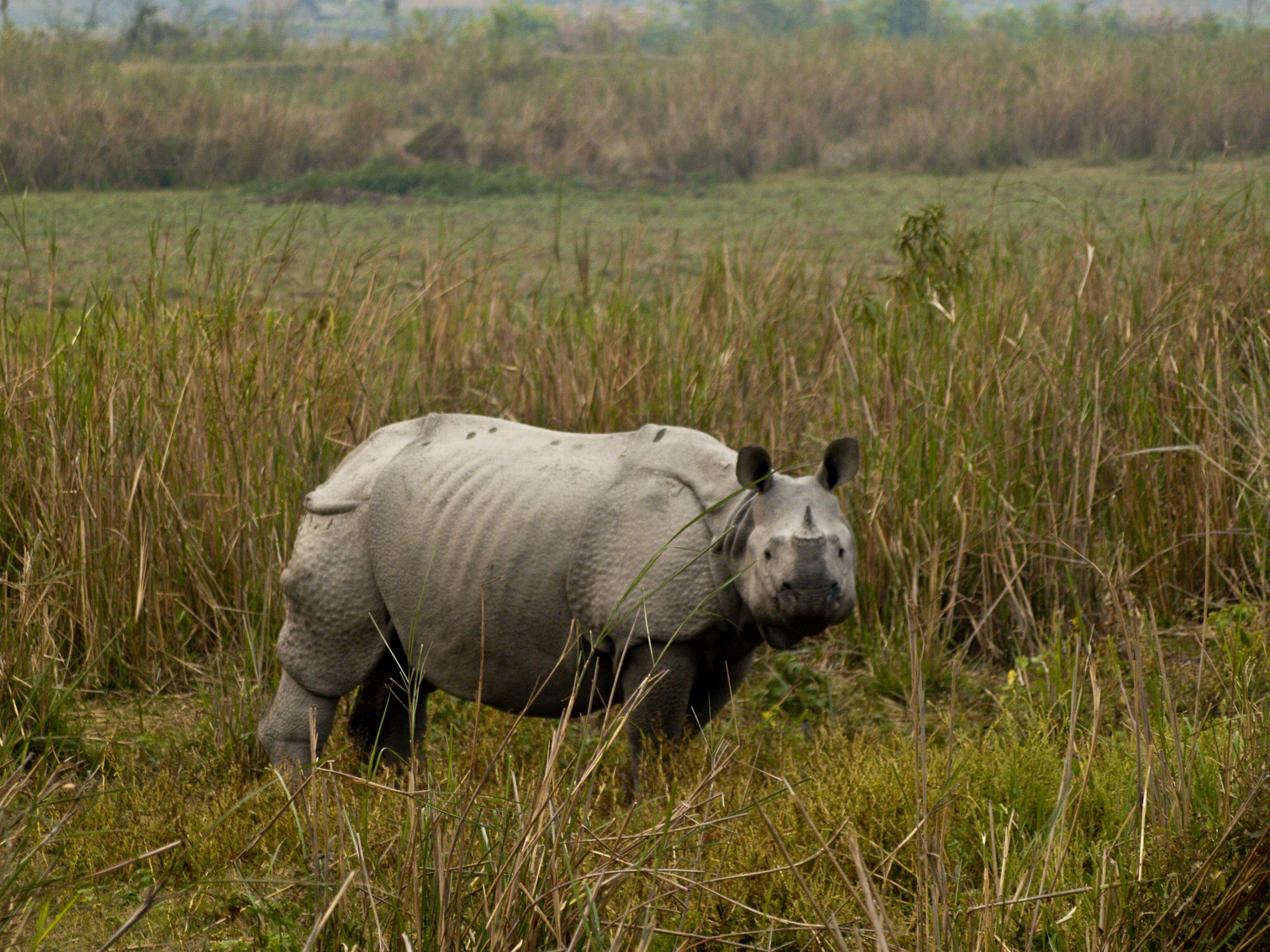
卡齊蘭加國家公園的印度犀牛

有保育類野生動物的卡齊蘭加國家公園、馬納斯國家公園、Pobitora野生動物保護區...等等。還有印度東北部唯一一座的天然植物園- Jokai Botanical Garden (Dibrugarh) 植物園。

## 藝術

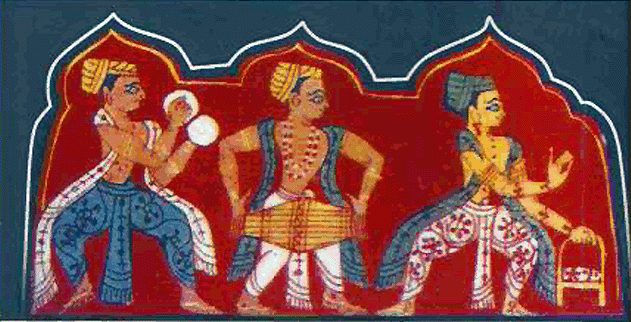
斯特拉薄伽梵插圖

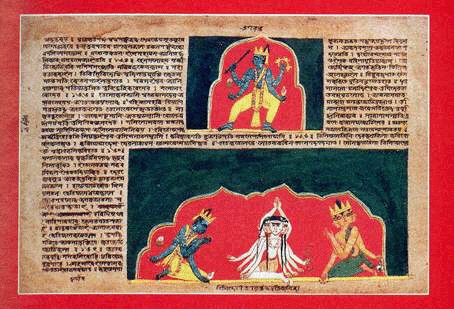
繪本．中世紀的畫家在使用阿薩姆當地出產的繪畫材料作創作

阿薩姆邦的藝術，可以追溯到於孔雀王朝所建的佛塔建築（約公元前300年~公元100年）。Daparvatiya考古遺址中，一道細緻的門框(Dah Parvatiya)被視為阿薩姆邦影響後來笈多王朝藝術的一個重要證據。截至目前為止，阿薩姆邦各地發現超過四十個文明痕跡，包含大型建築與許多雕塑品，其中部分藝術品還具有中世紀晚期的藝術特徵。
繪畫是阿薩姆邦，一個古老的傳統。例子可以追溯到唐朝和尚玄奘從印度帶回來的物品中，一幅來自阿薩姆的絲綢畫。
阿薩姆邦現今有幾個著名的當代藝術家還有藝術機構，如:哇哈藝術學院(The Guwahati Art College)。